# Tatort: Die goldene Zeit
Die goldene Zeit ist ein Fernsehfilm aus der Krimireihe Tatort. Der vom NDR produzierte Beitrag wurde am 9. Februar 2020 im Ersten ausgestrahlt. Es ist die 1120. Folge der Reihe und der dreizehnte Fall von Kriminalhauptkommissar Thorsten Falke, der diesmal mit seiner eigenen Vergangenheit als jugendlicher Türsteher im Hamburger Kiez konfrontiert wird.

## Handlung
Der minderjährige und offensichtlich drogenabhängige Matei Dimescu wurde nach Hamburg geschickt, um den Bordellbesitzer Johannes Pohl zu töten. Nachdem der Junge mehrfach auf Pohl eingestochen hat, eilt er davon, vergisst aber seine Jacke am Tatort und verliert auch sein Handy, auf dem das Rückfahrt-Ticket nach Bukarest gespeichert ist.
Die BKA-Ermittler Falke und Grosz werden verständigt, da es sich bei dem Opfer um den Sohn der ehemaligen Kiez-Größe Egon Pohl handelt und man einen Auftragsmord vermutet. Da es am Tatort Überwachungskameras gibt, wissen die Ermittler, dass sie nach einem Jugendlichen fahnden müssen. Falke entdeckt auf den Aufnahmen aber auch Michael Lübke, einen Mitarbeiter Pohls, der den Toten augenscheinlich als Erster entdeckt hat, die Polizei anonym verständigte und dann vom Tatort verschwunden ist.
Falke und Grosz suchen als erstes Egon Pohl auf, der sein Kiez-Imperium vor fünf Jahren seinem Sohn übergeben hatte. Er selbst leidet an zunehmender Demenz und befindet sich in einem Pflegeheim. Hier trifft Falke nun auch Michael Lübke, den er aus seiner früheren Zeit als Türsteher im Hamburger Kiez kennt. Lübke war seinerzeit sein Ausbilder und fast 30 Jahre bei Pohl für dessen Sicherheit verantwortlich. Heute wäscht er lediglich noch sein Auto, fühlt sich der Familie aber noch immer treu verbunden.
Während Falke und Grosz nach dem Auftraggeber für den Mord suchen, den sie in dem albanischen Shisha-Bar-Betreiber Krenar Zekaj vermuten, macht sich auch Lübke daran, auf eigene Faust den Mörder zu finden. Er hatte am Tatort Dimescus Handy gefunden und kann ihn aufgrund der dort gespeicherten Nachrichten in dessen Unterkunft, einem Hostel, aufspüren. Er bringt es aber nicht über sich, den Jungen zu erschießen, sondern nimmt ihn erst einmal mit zu sich nach Hause. Obwohl Dimescu nur etwas Englisch spricht, entwickelt sich zwischen dem Alten und dem Jungen eine ganz eigene Beziehung.
Sowohl Falke als auch Lübke sind davon überzeugt, dass Pohls ärgster Konkurrent, Krenar Zekaj, für dessen Tod verantwortlich ist. Zekaj will schon seit einiger Zeit Pohls Nobelbordell „Love-Dom“ übernehmen und hat sich dafür schon einiges einfallen lassen. Für Lübke sind die Pohls wie seine eigene Familie und so will er den Tod von Johannes Pohl nicht so einfach hinnehmen. Doch er ist zu alt für einen direkten Rachefeldzug. Deshalb bildet er Dimescu entsprechend aus. Er zeigt ihm den richtigen Umgang mit einer Waffe und den Weg, den er nehmen muss, um bis zu Zekaj vordringen zu können.
Falke und Grosz finden inzwischen heraus, dass Egon Pohls Tochter auch nicht gut auf ihren Bruder zu sprechen war. Carolin hatte sich zwar von den Geschäften ihres Vaters losgesagt und sich dafür lieber in der Charity-Branche einen Namen gemacht, war aber trotzdem von den finanziellen Zuwendungen der Familie abhängig. Johannes hatte ihr vor kurzem den „Geldhahn zugedreht“, woraufhin einer ihrer Schützlinge Selbstmord begangen hatte, da er sein  Stipendium nun verloren hatte. Die Ermittler sind sich daher sicher, dass Roman Kainz, der Geschäftsführer des „Love-Dom“, für Carolin jemanden besorgt hatte, der ihr Problem lösen sollte. Sie nehmen die beiden fest und machen sich nun auf die Suche nach dem Jungen, da sie in Erfahrung bringen konnten, dass er mit Lübke unterwegs ist. Anhand von Hinweisen gehen sie davon aus, dass Lübke zusammen mit Dimescu eine Exekution vorbereitet. Falke möchte seinen alten Freund um jeden Preis davon abbringen und eilt zu Zekajs Shisha-Bar, wo er ihn und den Jungen vermutet. Doch Falke kommt zu spät. Lübke hat sich im letzten Moment dazu entschlossen, Dimescu nicht zu opfern, sondern es selbst zu tun. Als Lübke mit einer Waffe in der Shisha-Bar erscheint, eröffnen Zekajs Leute sofort das Feuer und erschießen ihn. Lübke hatte Zekaj lediglich ins Bein geschossen und seine eigene Exekution damit inszeniert. So hat er der Polizei eine Grundlage geschaffen, gegen Zekaj und seine Leute vorgehen zu können. Das eintreffende SEK nimmt daraufhin Zekajs Leute fest und Grosz kann auch den verschüchterten Jungen finden, der alles mit angesehen hatte.

## Hintergrund
Der Film wurde vom 25. April 2019 bis zum 28. Mai 2019 in Hamburg gedreht. Die Premiere erfolgte auf dem Filmfest Hamburg am 29. September 2019.

## Rezeption

### Einschaltquote
Die Erstausstrahlung von Die goldene Zeit am 9. Februar 2020 wurde in Deutschland von 8,70 Millionen Zuschauern gesehen und erreichte einen Marktanteil von 24,0 Prozent für Das Erste.

### Kritiken
Für Tittelbach.tv urteilte Thomas Gehringer: „Regisseurin Mia Spengler setzt bei ihrem bemerkenswerten ‚Tatort‘-Debüt […] das Hamburger Vergnügungsviertel mit intensiven Bildern vom Originalort in Szene und erzählt von Alltag, Wandel und Generationswechsel, ohne Menschenhandel und Prostitution zu romantisieren. Neben lebendigen, berührenden Figuren gibt es freilich auch das ein oder andere Klischee und eine mäßig originelle Krimistory.“

„Das ist ja das Verrückte bei vielen Reeperbahn-Retrospektiven: Oft wird das Zuhältergeschäft im Rückblick als ehrenwertes deutsches Handwerk dargestellt. In diesem ‚Tatort‘ ist das nicht der Fall […].“

„Im Guerilla-Style – ohne Drehankündigung – glückt der Regisseurin Mia Spengler eine Hommage ans Rotlichtmilieu Hamburgs. […] Doch das Drehbuch des Österreichers Georg Lippert ist clever.“

„Dieser ‚Tatort‘ […] zeigt den Kiez auf eine Art, die gleichermaßen Angst macht, beeindruckt, viel Nostalgie auslöst und dabei doch fast ohne Gut-Böse-Schemata auskommt.“

Bei der Frankfurter Rundschau meinte Sylvia Staude: „Dieser Tatort [nimmt sich] Zeit für die Beziehung zwischen Lübke und Matei [einem alten Kiezkater und einem Kind], die lange auf einer mörderischen Kippe steht. Die beiden haben keine Chance, aber sie nutzen sie.“
Die Abendzeitung befand den Tatort „durch seine grandios besetzten Nebenfiguren“ sehr „überzeugend“. „Bogdan Iancu als jugendlicher Mörder Matei Dimescu und Michael Thomas als abgehalfterter Kiez-Mann Michael Lübke liefern sich ein tolles Spiel von Distanz und Nähe, Hass und Freundschaft, Todfeinden und Teamspielern.“
Sidney Schering von Quotenmeter.de meinte: Dieser Tatort „ist weder ein Nachtrauern um die titelgebende goldene Zeit, noch ein Aufatmen, sondern eine distanziert beobachtende, schulterzuckende Bestandsaufnahme.“ „Etwas ernüchternd ist dahingehend aber, dass das Drehbuch den Ermittlerfiguren zuweilen wenig plausible Begriffsstutzigkeit andichtet, um den Fall in Gang zu halten. Hier wären wahlweise ein stärkerer Fokus auf andere Figuren wünschenswert gewesen, um die Ermittlungsfortschritte nicht zu sehr zu fokussieren, oder besser durchdachte Begründungen für die Patzer von Falke und Grosz.“